# Bistum Basel
Das Bistum Basel (lateinisch Dioecesis Basiliensis) ist eine Diözese der römisch-katholischen Kirche in der Schweiz. Es ist sowohl flächenmässig als auch nach Anzahl Katholiken das grösste Schweizer Bistum.
Heute umfasst das Bistum Basel das Territorium der Schweizer Kantone Aargau, Basel-Landschaft, Basel-Stadt, Bern, Jura, Luzern, Schaffhausen, Solothurn, Thurgau und Zug. Das Bistum Basel hat seinen Sitz in Solothurn. Bischofskirche ist die Solothurner St. Ursenkathedrale.
Das Bistum Basel grenzt im Norden an die Erzbistümer Strassburg und Freiburg sowie (über den Bodensee) an das Bistum Rottenburg-Stuttgart, im Osten an die Bistümer St. Gallen und Chur, im Süden an das Bistum Sitten und im Westen an das Bistum Lausanne, Genf und Freiburg sowie an das Bistum Belfort-Montbéliard (Beffort-Mömpelgard).
Wie alle Schweizer Bistümer ist das Bistum Basel immediat (auch als exemt bezeichnet) – das heisst, es gehört nicht zu einer Kirchenprovinz (mit einem Metropoliten bzw. Erzbischof an der Spitze), sondern untersteht direkt dem Heiligen Stuhl in Rom.

## Geschichte

### Übersicht
Das Bistum Basel ist ein altes Bistum, dessen Anfänge ins 4. Jahrhundert in die Zeit des Römischen Reiches zurückgehen. Der Bischof hatte über die Jahrhunderte verschiedene Residenzstädte in seinem Sprengel, zunächst in Kaiseraugst, dann in Basel, später in Pruntrut und bis heute in Solothurn.
Als bischöfliche Residenzstadt war Basel über Jahrhunderte hinweg geistiger und intellektueller Anziehungspunkt für gelehrte Kleriker und Mönche, ausserdem eine Wirkungsstätte verschiedener Orden. Hier entstand im 15. Jahrhundert ein Versammlungsort für ein wichtiges römisch-katholisches Kirchenkonzil (Basler Konzil), was u. a. zur Gründung der Universität Basel im Jahre 1460 durch Privileg von Papst Pius II. führte. Ausserdem war die Stadt Wirkungsstätte des römisch-katholischen Priesters, Augustiner-Chorherrn und Humanisten Erasmus von Rotterdam, der mit seiner im Jahr 1516 publizierten kritischen Neuübersetzung des griechischen Neuen Testaments ins Lateinische (Novum Instrumentum omne, eine Überarbeitung der Vulgata) unter Klerikern und Gelehrten für Gesprächsstoff sorgte und Anlass für theologische Debatten bot.
Infolge der Reformation durch die Basler Zünfte wurden das Domkapitel und der römisch-katholische Adel 1529 aus Basel vertrieben und das Münster übernommen. Die Reformation hatte keine Auswirkungen auf die weltliche Herrschaft des Bischofs als Fürstbischof im Fürstbistum Basel, einem vom Heiligen Römischen Reich zu Lehen gehenden reichsunmittelbaren Hochstift. Seit 1828 ist die Stadt Solothurn Residenzstadt und offizieller Verwaltungssitz des Bischofs von Basel und die frühklassizistische St. Ursenkathedrale in Solothurn Kathedrale des Bistums; Basel gehört aber nach wie vor zur Diözese Basel.
Von 999 bis 1803 war der Bischof von Basel Fürstbischof, d. h. Bischof der Diözese Basel und zugleich Fürst des Heiligen Römischen Reiches Deutscher Nation und als solcher weltlicher Landesherr im heutigen Kanton Jura, im Berner Jura, im Birseck, im Laufental sowie in Schliengen, Istein und Binzen im badischen Markgräflerland – Gebiete, die zum Hochstift Basel gehörten und das Territorium des Fürstbistums Basel bildeten.

### Ursprung
Die älteste Bischofsliste ist der Laterculus Monasteriensis aus dem 11. Jahrhundert, erhalten in der Abtei Münster im Elsass. Als erster Bischof von Basel ist hier ein Walaus genannt, der unter Papst Gregor III. (r. 731–741) ernannt worden sei. Ob hier ein neues Bistum unter fränkischer Herrschaft entstanden war, oder ob der antike Bischofssitz von Augusta Raurica nach Basel verlegt wurde, ist unbekannt. Jedenfalls wurden später die Bischöfe von Augusta Raurica in die Liste der Bischöfe von Basel aufgenommen.
Die Colonia Augusta Raurica lag zunächst in der römischen Provinz Germania superior, dann ab dem Jahr 297 nach der diokletianischen Reichsreform in der Provinz Maxima Sequanorum mit Zivilverwaltungshauptort in Besançon, als Teil der Präfektur Gallia in der Diözese Dioecesis Galliarum. Dementsprechend war das Bistum Basel vom Beginn der Überlieferung bis 1801 ein Suffraganbistum des Erzbistums Besançon.
Als erster Bischof gilt seit dem Hochmittelalter der legendäre Pantalus, der im Bistum als Heiliger verehrt wird.
Bischof Justinianus nahm nachweislich an den Konzilen von Serdica 343 und Köln 346 teil. Wie jedoch die Ausgrabungen der Fundamente einer spätantiken Kirche in Kaiseraugst zeigen, muss es bereits zuvor in dieser Gegend christliche Gemeinden gegeben haben.

Im 7. Jahrhundert erwähnt Jonas von Bobbio in seiner Vita des hl. Eustasius von Luxeuil den Mönch Ragnachar aus dem Kloster Luxeuil als Bischof von Basel und Augst. Während der Zeit des Herzogtums Elsass verschwindet das Bistum für ein Jahrhundert aus den Quellen und das Bistum Straßburg pastorisierte Unter- und Oberelsass.
Unter der Herrschaft des Frankenkönigs Pippin III. († 768) soll dann Walaus als Bischof von Basel eingesetzt worden sein.
Da ihn das Laterculus Monasteriensis aber als archiepiscopus erwähnt (während Basel nie Erzbistum war) ist seine Funktion als Bischof von Basel allerdings umstritten. Zur Zeit Karls des Grossen erfuhr die Diözese Basel unter dem Bischof Haito ihre erste Blüte. Haito war, wie Waldo, Mönch und Abt des Klosters Reichenau und daneben Vertrauter und Berater des Kaisers, für den er 811 als Gesandter nach Konstantinopel zum oströmischen Kaiserhaus und zum Patriarchen von Konstantinopel reiste. Haito veranlasste auch den Bau des Basler Münsters. Damit wurde Basel vermutlich auch bischöfliche Residenz,
Haitos Nachfolger Udalricus soll am 31. Mai 824 in die Stadt eingezogen sein, erst am 10. Juni 825 wurde er zum Priester geweiht.
Nach Udalricus ist die Liste der Basler Bischöfe des 9. und 10. Jahrhunderts im Laterculus Monasteriensis nur lückenhaft überliefert. Ein Bischof Rudolf II. ist nur aus einer Grabinschrift bekannt, laut der er 917 bei der Zerstörung Basels durch die Ungarn getötet worden sein soll. Erst mit dem ersten Fürstbischof, Adalbero II., der 999 von Rudolf III. von Burgund die Abtei Moutier-Grandval als Lehen erhielt, wird die Liste der Basler Bischöfe lückenlos.

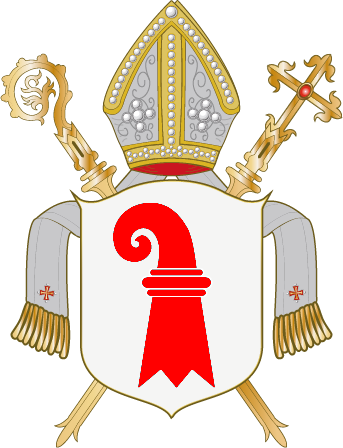
Wappen des Fürstbistums Basel, das heute in den Bischofswappen der Bischöfe von Basel weiterverwendet wird: eine rote Bischofskrümme (Baselstab) auf silbernem Grund

### Fürstbistum Basel / Hochstift Basel

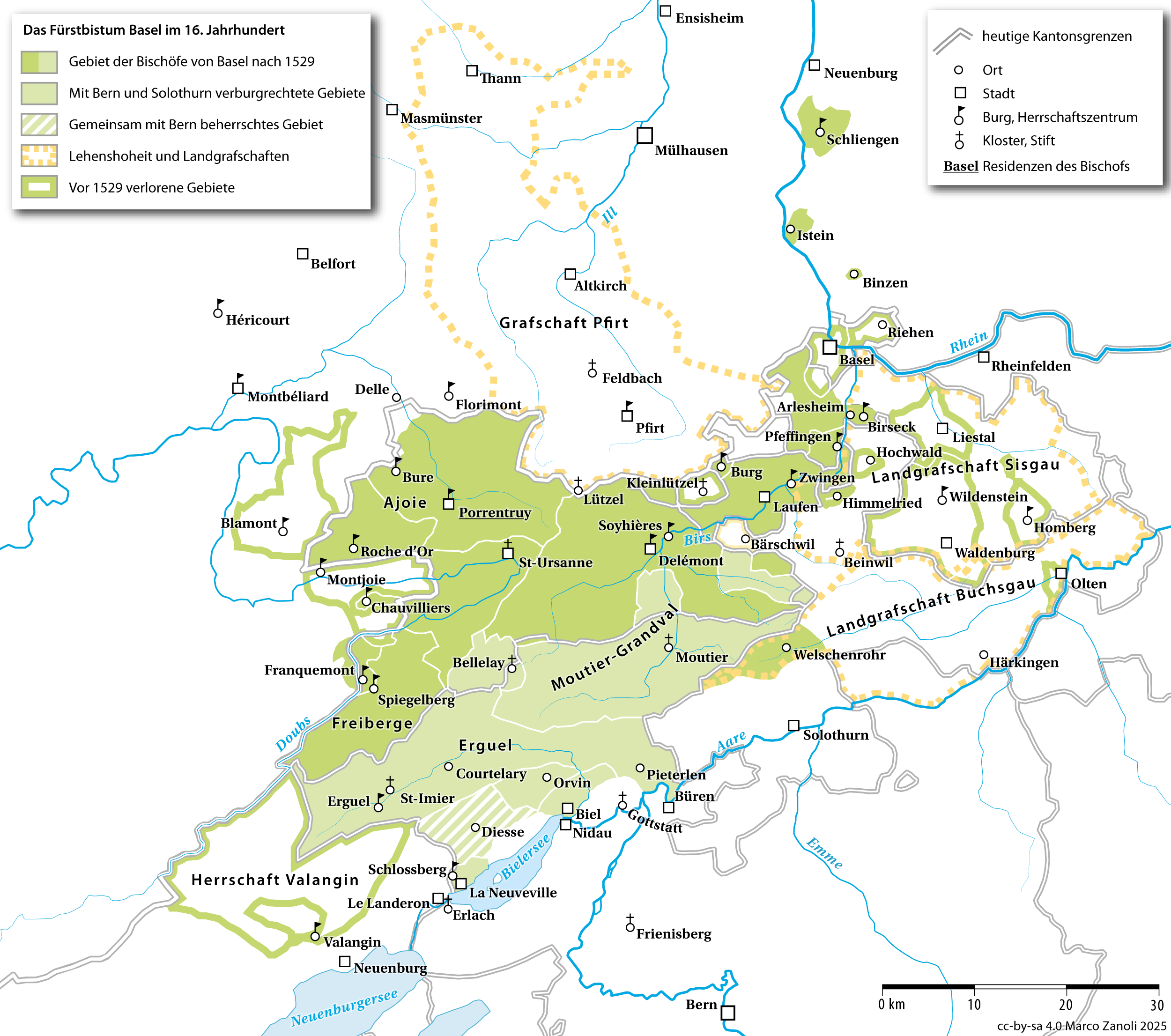
Das weltliche Herrschaftsgebiet der Bischöfe von Basel im 16. Jahrhundert

Das Basler Münster war bis zur Reformation Kathedrale des Bistums

Im Mittelalter gelangte der Bischof von Basel, wie viele andere Bischöfe auch, zu weltlicher Macht und wurde Fürstbischof eines Hochstifts. Die territoriale Entwicklung dieses Fürstbistums nahm 999 mit den Schenkungen der altehrwürdigen Benediktinerabtei Moutier-Grandval und des Münstertales im Berner Jura sowie des Stifts Saint-Ursanne im heutigen Kanton Jura durch den kinderlosen König Rudolf III. von Burgund ihren Anfang. Hinzu kamen später als Zugänge zum Hauensteinpass, das Sisgau und das Buchsgau sowie, ausserhalb der Diözese gelegen, Gebiete am Bielersee, die Herrschaft Pruntrut, die Landvogtei Schliengen mit Istein und Kleinbasel. Der Mittelpunkt des geistlichen Fürstentums Basel war die Stadt mit ihrem Münster und den Domherrenhäusern. Die grösste Ausdehnung hatte die weltliche Herrschaft unter Bischof Burkard (1072–1107), der in der Gunst Kaiser Heinrichs IV. stand, weil er ihn im Investiturstreit unterstützte und ihn sogar nach Canossa begleitete. Der Investiturstreit mündete letztlich ins Wormser Konkordat von 1122, das dem Papst (und nicht mehr dem Kaiser) künftighin die Vollmacht einräumte, alle Reichsbischöfe in ihre geistlichen Würden einzusetzen. Damit wurde die Bindung der Bistümer und somit auch des Basler Bistums an die römische Kurie gestärkt. Nicht zuletzt deshalb setzte bei den verstreuten und verschiedenartigen weltlichen Besitztümern und Rechten des Hochstifts nach einer längeren Zeit der Stagnation langsam ein Zerfall ein, indem der Bischof den mit Erfolg ihre Herrschaft ausbauenden Habsburgern, aber auch der mit Beharrlichkeit ihre Autonomie anstrebenden Basler Bürgerschaft immer stärkeren Einfluss zugestehen musste. Die ehemals bischöflichen Städte Breisach, Neuenburg am Rhein und Rheinfelden wurden eine Beute der Habsburger und fielen zurück ans Reich. Auch im Elsass und in Basel selbst machte sich von der zweiten Hälfte des 13. Jahrhunderts an der habsburgische Einfluss in starkem Masse geltend. Darum richtete konsequenterweise der Bischof seine Territorialpolitik auf den Jura aus. Die umstrittene Bischofswahl von 1436 wurde auf dem von 1431 bis 1449 tagenden Konzil von Basel verhandelt. Mit der einsetzenden Reformation verlegte der Bischof 1527 seine Residenz von der Stadt Basel ins fürstbischöfliche Schloss zu Pruntrut, das Domkapitel blieb hingegen bis 1529 weiterhin in der Stadt.

#### Reformation und Exil des Basler Domkapitels in Freiburg im Breisgau
Am 9. Februar 1529, einem Fasnachtsdienstag, stürmten die Reformierten in das Basler Münster und zerstörten beim Bildersturm auf das Basler Münster seine Ausstattung weitgehend. Unermessliche sakrale Kunstschätze des mittelalterlichen Basel gingen dabei verloren. Durch glückliche Umstände blieb der berühmte Basler Münsterschatz vollständig erhalten. Am 12. Mai siedelten die Domherren und Kapläne, welche nicht zur Reformation gewechselt hatten oder auf ihre Nebenpfründe gezogen waren, ins katholische Freiburg im Breisgau. Dort schloss das Domkapitel am 28. August 1529 mit der Stadt einen Vertrag über die rechtlichen und steuerlichen Belange, den Erwerb von Häusern, Kapitel- und Amtshaus sowie über die Benützung des Freiburger Münsters. Damit hörte Basel für immer auf, Sitz des Bischofs und des Domkapitels zu sein. Verwaltungssitz des Domkapitels war ab 1587 das Stürtzelsche Haus, heute Basler Hof genannt.
Mit dem Wegzug aus Basel und der Übersiedlung nach Freiburg 1529 hat das Domkapitel seine wesentliche Aufgabe verloren, die Arbeiten in der Basler Kathedrale mit dem Organisieren der fast pausenlosen Totenmessen an den ca. 60 Altären und insbesondere der fortwährende bauliche Unterhalt des grossen und kunstvollen Gebäudes. Das Wahlrecht des Bischofs ist dem Domkapitel geblieben, aber eine Beteiligung an der weltlichen Regierung des Bistums war kaum mehr möglich. Die Distanz zwischen Freiburg und Pruntrut beträgt ca. 100 km. Die Tätigkeit der Domherren beschränkte sich wohl, abgesehen vom Stundengebet, auf das Beibringen der Erträge der bischöflichen Güter, das ihnen den standesgemässen Lebensunterhalt ermöglichte.

#### Weltliche Ausdehnung

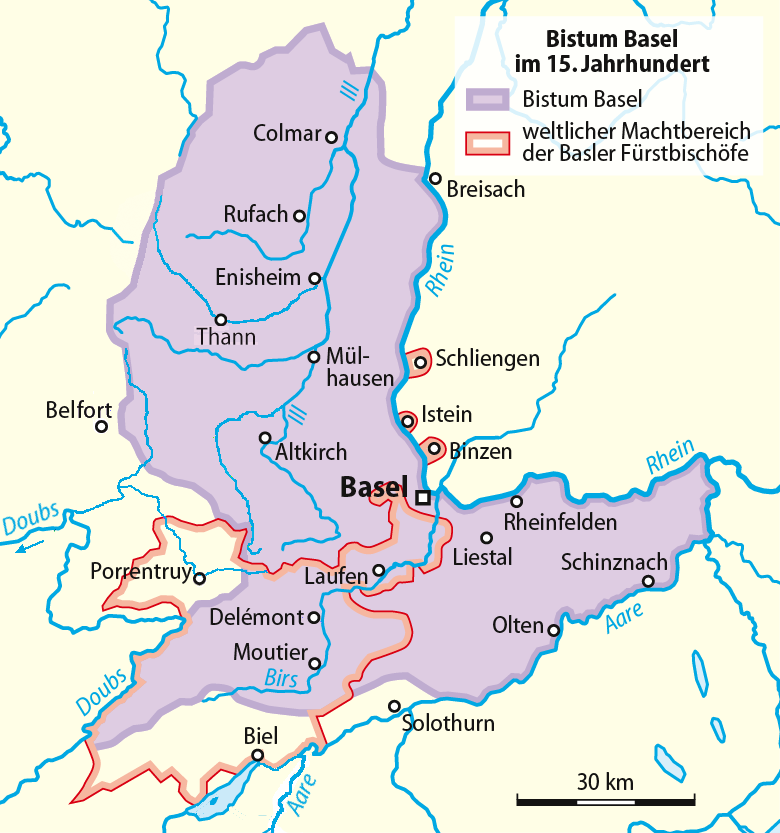
Weltliche und geistliche Hoheit des Bistums Basel im 15. Jahrhundert

Die territoriale Ausdehnung des weltlichen Fürstbistums und des geistlichen Bistums waren nicht deckungsgleich. Der weltliche Besitz des Fürstbischofs erstreckte sich über die Jurakette vom Bielersee bis zur Burgundischen Pforte und in die Oberrheinische Tiefebene. Das Gebiet war sprachlich zweigeteilt: Die Mehrheit sprach französisch, deutschsprachig waren nur die Ämter Zwingen, Pfeffingen, Birseck, Biel, die drei rechtsrheinischen Gebiete und der fürstliche Hof in Pruntrut. Nicht weniger kompliziert war die konfessionelle Situation: Der Süden des weltlichen Besitzes war reformiert, der Norden und die deutschen Ämter katholisch. Besonders verwirrlich präsentierte sich die staatsrechtliche Situation, gehörte doch der Norden zum Heiligen Römischen Reich und bildete mit dem württembergischen Mömpelgard (Montbéliard) eine Reichsexklave zwischen Frankreich und der Eidgenossenschaft. Die südlichen Ämter dagegen waren mit verschiedenen schweizerischen Orten verburgrechtet. So war die Stadt Biel mit Bern, Freiburg i. Ü. und Solothurn eng verbunden und galt deshalb als Zugewandter Ort der Eidgenossenschaft. Der Fürstbischof war nur noch nominelles Stadtoberhaupt. Das Städtchen La Neuveville und die Propstei Moutier-Grandval waren mit Bern verburgrechtet, die Prämonstratenserabtei Bellelay und das Chorherrenstift Moutier-Grandval mit Sitz in Delsberg waren mit Solothurn verbündet.

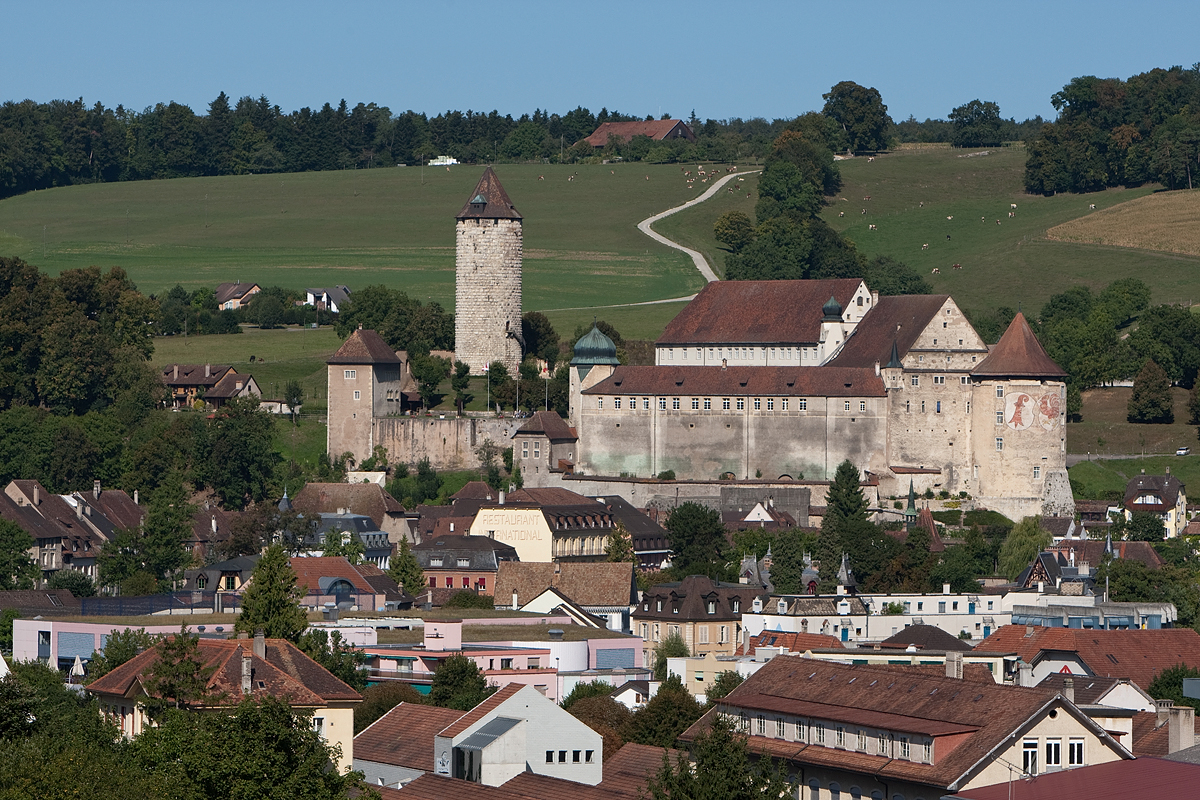
Schloss Pruntrut, 1527–1792 Residenz der Basler Fürstbischöfe

Fürstbischof Jakob Christoph Blarer von Wartensee verbündete sich als Gegengewicht zum Einfluss des reformierten Bern im Südjura 1579 mit den sieben katholischen Orten der Alten Eidgenossenschaft. Da das Bündnis bis 1735 immer wieder erneuert wurde, galt das Fürstbistum zeitweise ebenfalls als Zugewandter Ort der Eidgenossenschaft. Eine Aufnahme als 14. Ort der Eidgenossenschaft scheiterte jedoch am Widerstand der reformierten Orte.

#### Geistliche Ausdehnung
Das geistliche Bistum, die Diözese, hatte eine grössere Ausdehnung als das weltliche Fürstbistum und erstreckte sich weit über das Hochstift hinaus, umfasste es doch auch Teile des Elsass, das österreichische Fricktal und grosse Teile des Kantons Solothurn. Der grösste Teil des Hochstifts gehörte zwar kirchlich zur eigenen Diözese, die Ajoie mit Pruntrut, dem Sitz des Basler Fürstbischofs, unterstand jedoch geistlich dem Erzbischof von Besançon. So musste der Basler Bischof für alle kirchlichen Amtshandlungen in seiner Residenzstadt zuerst die Bewilligung des zuständigen Besançoner Bischofs einholen. Erst 1779 wurde im Rahmen eines Gebietsabtausches die Ajoie kirchlich zum Bistum Basel geschlagen. Der Süden, südlich der Pierre-Pertuis, war Teil der Diözese Lausanne, und die rechtsrheinischen Gebiete mit der Landvogtei Schliengen gehörten zum Bistum Konstanz. Kirchenrechtlich gehörte die Diözese bis 1801 zur Kirchenprovinz des Erzbistums Besançon.

#### Das Basler Domkapitel in Arlesheim

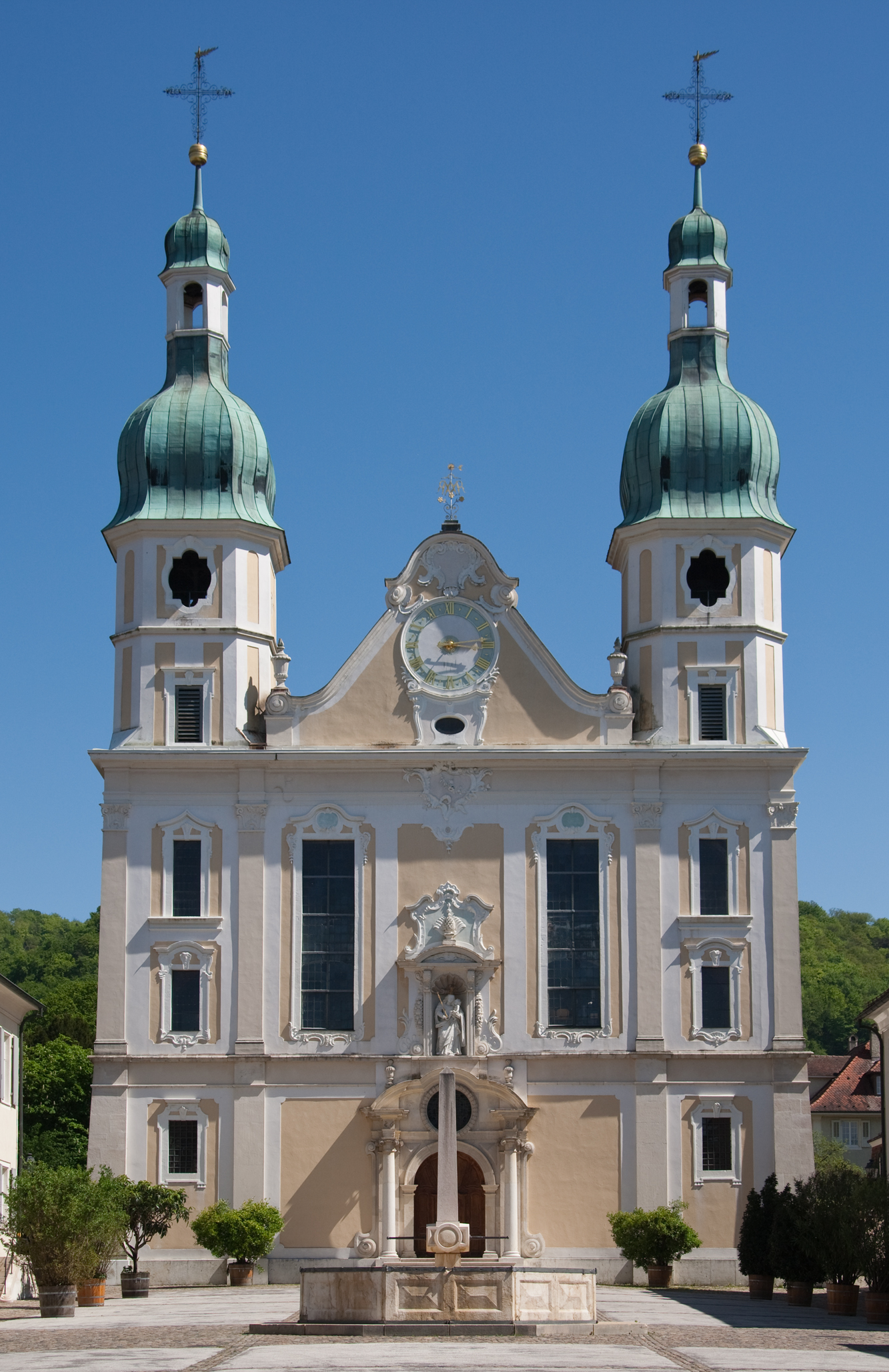
Arlesheimer Domkirche, Kathedrale des Bistums Basel und Sitz des Domkapitels 1678–1792

Im Vorfeld des Holländischen Krieges zwischen Ludwig XIV. und Kaiser Leopold I., als Verbündetem der protestantischen Niederlande, sah sich das Basler Domkapitel in Freiburg vor wachsenden Schwierigkeiten. Zunächst kürzten die Österreicher 1670 die Einkünfte und quartierten 1672 im Basler Hof Militär ein. 1675 konfiszierten die Franzosen die Haupteinkünfte des Kapitels im Elsass und im Sundgau. Als dann die Truppen Ludwigs XIV. im November 1677 die Stadt Freiburg eingenommen hatten, erkannten die neuen Machthaber das Domkapitel nicht als eine neutrale, dem Bistum Basel angehörende Körperschaft an. Sie behielten dessen Einkünfte so lange zurück, bis die Domherren Freiburg verlassen und sich im Bistum Basel niedergelassen hatten. Im Frieden von Nimwegen am 1. November 1678 wurde dem Domkapitel schliesslich der freie Abzug gewährt. Nach Aufforderung des Bischofs in Pruntrut zog das Kapitel noch im selben Jahr nach Arlesheim, welches als neuer Sitz vorgesehen war. Am 5. Dezember 1678 traf der Weihbischof und zwischen dem 18. und 19. Dezember die übrigen Domherren im damals kleinen Bauerndorf Arlesheim ein.
Unter dem Bischof Johann Konrad von Roggenbach wurde „die Erbauung einer Kirche, Kapitelhaus für Geschäfte und Akten und Häuser für die Domkapitulare“ beschlossen. 1681 konnten der Arlesheimer Dom geweiht und die Domherrenhäuser bezogen werden.

#### Französische Revolution und Niedergang des Fürstbistums

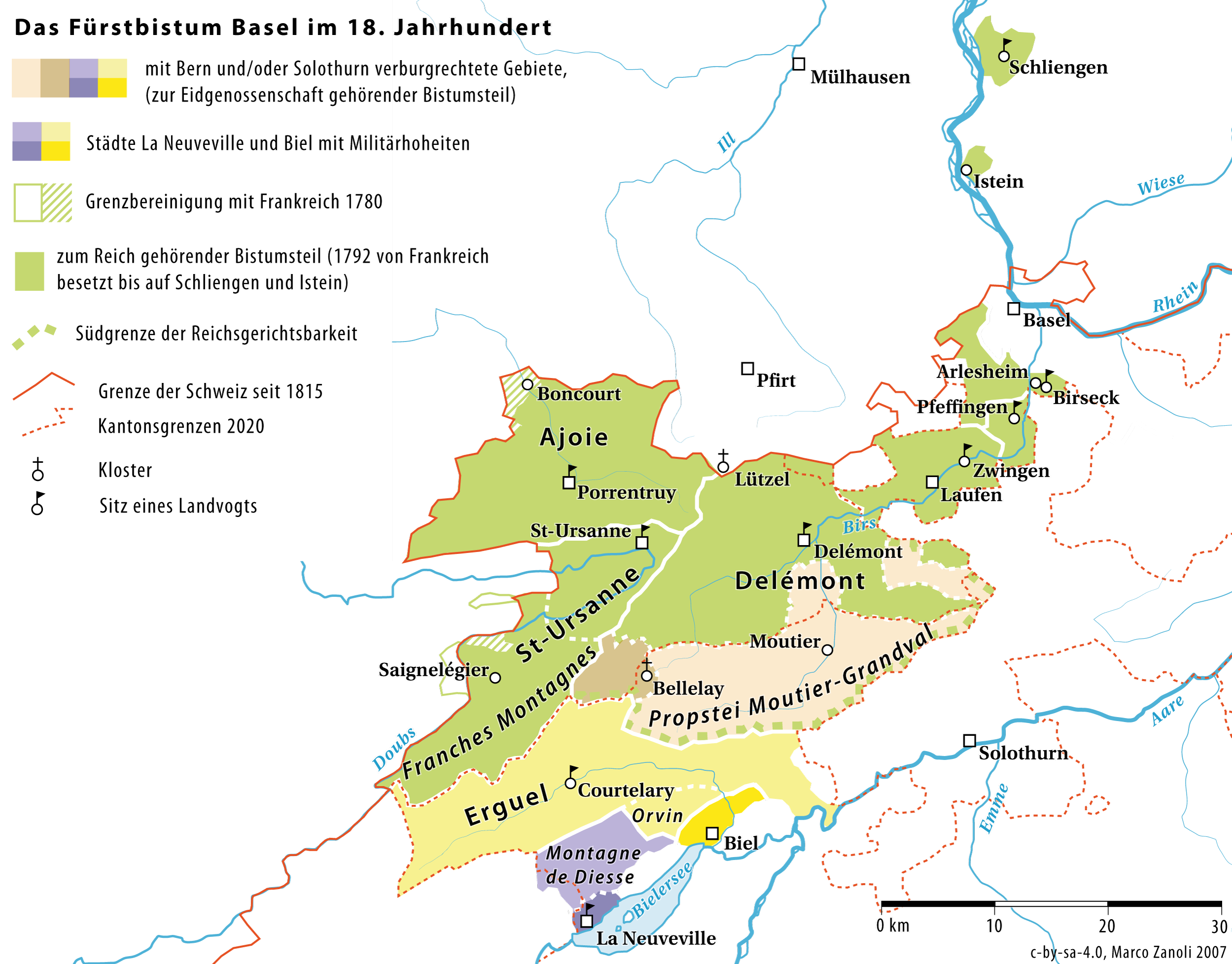
Das Fürstbistum Basel im 18. Jahrhundert

Mit dem Ausbruch der französischen Revolution brauten sich dunkle Wolken über dem Hochstift zusammen. Wegen seiner exponierten Lage bekam es die Auswirkungen des Umbruchs in Frankreich bald zu spüren. Als 1789 die französische Nationalversammlung alle Feudalrechte aufhob, verloren der Fürstbischof und das Domkapitel sämtliche Einkünfte aus dem Elsass. Schliesslich wurde 1790 das Elsass kirchlich von der Diözese Basel abgetrennt und dem neuen konstitutionellen Bistum Colmar unterstellt. Im gleichen Jahr bildeten sich im verbliebenen Teil des Bistums erste revolutionäre Klubs und es brachen Unruhen aus. Kaiser Leopold II. sandte dem bedrängten Fürstbischof österreichische Truppen, die in den folgenden Wochen vom Breisgau her über Basler Gebiet in Pruntrut einmarschierten und den Aufstand niederschlugen. Nachdem am 20. April 1792 Frankreich dem Kaiser den Krieg erklärt hatte, marschierten französische Truppen in das Reichsgebiet des Fürstbistums ein. In der Nacht vom 27. auf den 28. April verliess der Fürstbischof mit seinem Hof Pruntrut und floh zunächst nach Bellelay, dann nach Biel. Von hier aus versuchte er, den Einschluss des gesamten Fürstbistums in die helvetische Neutralität zu erreichen; dies gelang ihm aber nur bedingt mit dem südlichen Teil, da besonders die reformierten Städte Zürich und Basel mit einer Herausforderung Frankreichs keine Risiken eingehen wollten. Nach dem Tuileriensturm in Paris im August 1792 radikalisierte sich die Stimmung, so dass im November einheimische Revolutionäre mit französischer Rückendeckung die Absetzung des Fürstbischofs proklamierten und die Raurachische Republik ausriefen. Damit hatte der Bischof auch den Norden seines Landes verloren und floh nach Konstanz unter kaiserlichen Schutz. Zur Verwaltung der südlichen Ämter setzte er einen Regentschaftsrat in Pieterlen bei Biel ein, welcher die Verwaltung in den südlichen, schweizerischen Gebieten des Fürstbistums bis 1797 weiterführen konnte. Das Domkapitel in Arlesheim verhielt sich ruhig, um nicht die Aufmerksamkeit Frankreichs auf sich zu ziehen; doch am 23. November 1792 rückten französische Truppen in das Dorf ein. Rechtzeitig hatte das Kapitel sein Archiv und den Domschatz nach Basel in Sicherheit gebracht. Auch baten die Domherren die beiden Kantone Bern und Basel um militärischen Schutz; doch diese waren nicht gewillt, wegen des Basler Domkapitels einen Konflikt mit Frankreich zu riskieren. Am 9. Dezember stellten die Franzosen die Domherren unter Hausarrest; doch mit Duldung des französischen Kommandanten in Arlesheim konnten sich die Domherren nach und nach in den nahegelegenen neutralen Kanton Solothurn absetzen. In einer Sitzung in Konstanz mit dem Fürstbischof beschloss das von 16 auf 6 Domherren geschmolzene Kapitel, den Sitz von Arlesheim wieder nach Freiburg im Breisgau zu verlegen. Ab Mai 1793 befanden sich keine Domherren mehr in Arlesheim. Darauf wurden die Domherrenhäuser geplündert, das Mobiliar kurz und klein geschlagen, der Rest des Kapitelarchivs verbrannt und der Dom als Kantonnement und Pferdestall verwendet.
Am 9. März 1794 starb Fürstbischof von Roggenbach. Das Domkapitel wählte Franz Xaver von Neveu zum Nachfolger, seit 1790 Domherr und daneben auch Pfarrer in Offenburg. Zunächst residierte der neue Fürstbischof in Offenburg und begab sich anschliessend nach Konstanz zu seiner kleinen Exilregierung. Zwischen 1794 und 1797 versuchte er, die helvetischen Gebiete für sein Bistum zu sichern und die besetzten nördlichen Gebiete zurückzubekommen. Er hatte auch den Mut, im Sommer 1796 unangekündigt seinen Sitz von Konstanz nach La Neuveville zu verlegen. Auf Druck Frankreichs und des benachbarten Bern musste er das Dorf jedoch wieder verlassen und siedelte ins luzernische Kloster St. Urban über. Am 17. Oktober 1797 folgte der zweite grosse Schlag gegen das Fürstbistum, als Österreich und Frankreich in Campo Formio Frieden schlossen. Der Kaiser trat Frankreich in einem Vertrag das ganze linke Rheinufer ab und gab ihm darüber hinaus freie Hand in der Schweiz. Bereits am 14. Dezember marschierten französische Truppen im Süden des Bistums ein, besetzten die helvetischen Ämter, eingeschlossen Biel. Diese Gebiete wurden darauf zum Département du Mont Terrible geschlagen. Damit stand Ende 1797 nur noch das kleine rechtsrheinische Amt Schliengen unter der Herrschaft des Fürstbischofs. Bischof von Neveu floh Ende 1797 mit dem fürstbischöflichen Archiv von St. Urban nach Konstanz auf Reichsgebiet und beim Einmarsch Frankreichs in die Schweiz anfangs 1798 weiter nach Ulm, Passau und schliesslich 1800 nach Wien. Auch der Zweite Koalitionskrieg brachte keine Möglichkeit zur Rückkehr des Basler Bischofs in sein altes Hochstift. Im Reichsdeputationshauptschluss vom 25. Februar 1803 wurden alle geistlichen Territorien ausser Mainz, dem Johanniterorden und dem Deutschen Orden säkularisiert und ihre Gebiete weltlichen Fürsten übergeben. Das fürstbischöflich-baslerische Schliengen kam Ende 1802 an den Markgrafen von Baden. Der Fürstbischof verlor wie alle anderen Reichsbischöfe und Reichsäbte nebst seinem Land auch seinen Sitz im Reichstag, bekam aber wie die Domherren eine Pension. Damit hatte das Hochstift Basel endgültig aufgehört zu existieren.

### Bistum Basel

#### Übergang vom Fürstbistum zum Bistum Basel

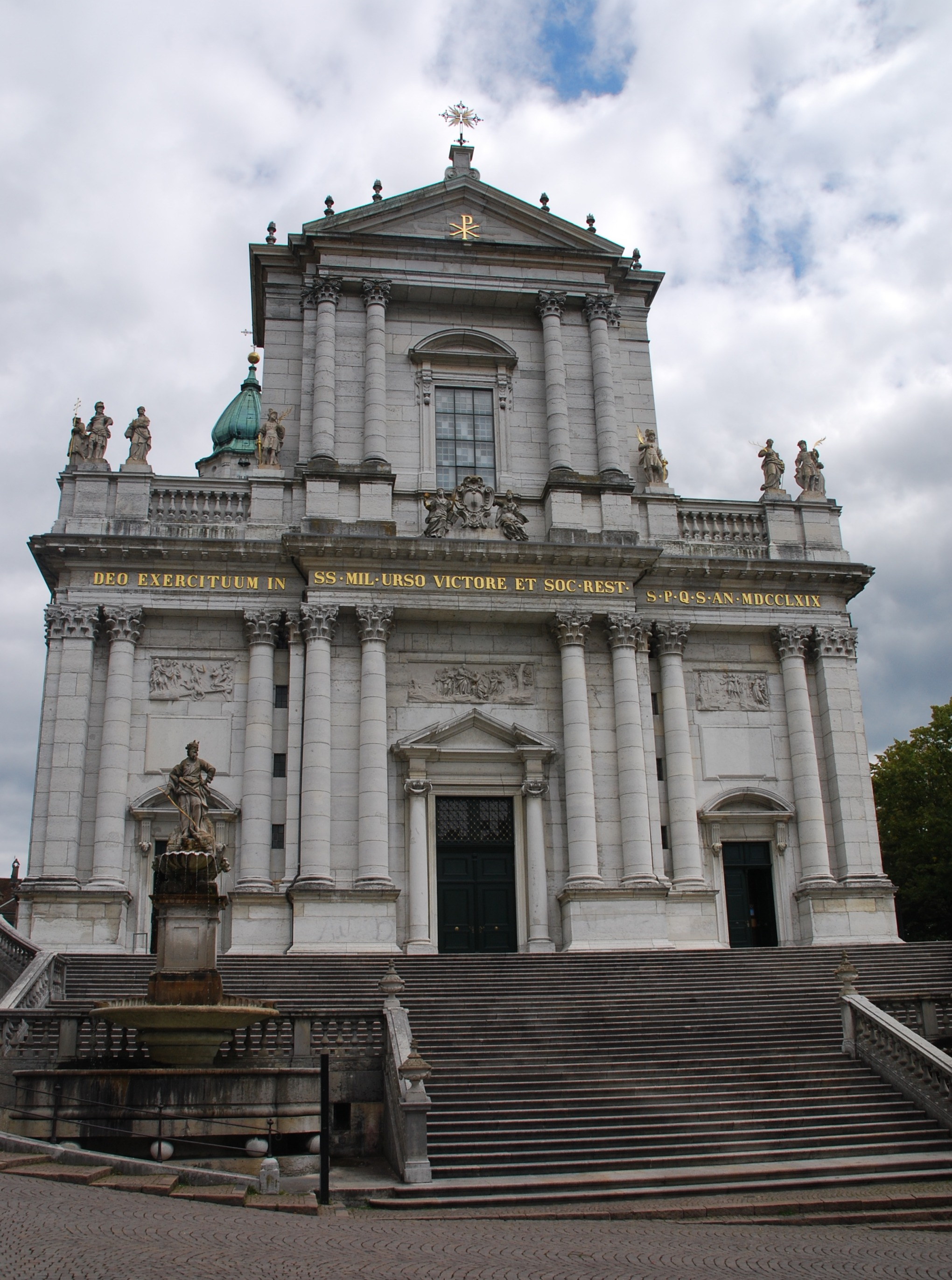
Die St. Ursenkathedrale in Solothurn ist seit 1828 Kathedrale des Bistums Basel

Nach der Säkularisation war der verarmte Franz Xaver von Neveu nur noch Bischof einer schweizerischen Mini-Diözese, welche aus dem mittlerweile schweizerisch gewordenen Fricktal und einem Teil von Solothurn bestand. Neveu kehrte nach Offenburg auf seine Pfarrstelle zurück und versuchte von dort aus zwischen 1803 und 1813 mit Hilfe des Nuntius in Luzern, das Bistum Basel als ein schweizerisches Bistum wieder zu errichten. Während der napoleonischen Zeit waren Neveus Anstrengungen vergeblich; doch als Ende 1813 das französische Kaiserreich zusammenbrach, schöpfte er neue Hoffnung und bat die drei alliierten Monarchen um die Wiederherstellung seines Hochstifts. Im ersten Frieden von Paris im Jahr 1814 wurde Frankreich in seinen Grenzen vom 1. Januar 1792 wiederhergestellt. Damit war vorgezeichnet, dass das Bistum wieder schweizerisch werden würde, ohne jedoch einen eigenen Kanton zu bilden. Im Herbst 1814 begann in Wien der Kongress, der auch über das die Gebiete des Fürstbistums entscheiden sollte. Fürstbischof von Neveu hatte drei Ziele:
1. die Wiederherstellung seiner weltlichen Herrschaft,
2. eine Garantie für die Existenz der Diözese Basel,
3. die Sicherung seiner Pension.

Der Wiener Kongress war nicht geneigt, nach der Säkularisation wieder geistliche Fürstentümer zu errichten, und verteilte das ehemalige Gebiet des Fürstbistums Basel wie folgt: Der grösste Teil mit den Juraschluchten und -pässen ging territorial an den Kanton Bern und ein kleinerer Teil, das Birseck, an den Kanton Basel. Immerhin konnte Neveu seine beiden anderen Forderungen durchsetzen. So mussten die Kantone Bern und Basel die Pensionen für ihn, seine Domherren und einige Beamte übernehmen. Der wichtigste Erfolg jedoch war die Garantie der Existenz einer Diözese Basel in den Schlussakten des Wiener Kongresses. Damit waren die Weichen zur Wiederherstellung des alten Bistums Basel gestellt.

#### Das „neue“ alte Bistum Basel
Am 17. September 1814 wurde das Gebiet des Bistums Basel, also der nördliche Teil des Jura und die ehemaligen deutschen Ämter, kirchlich dem ehemaligen Fürstbischof Neveu unterstellt. Sein Bistum jedoch bestand de facto nur noch aus dem Fricktal, das bis 1802 österreichisch gewesen war, dem heutigen Kanton Jura und dem Anteil des Bistums Basel am Kanton Solothurn und war so kaum lebensfähig.
So setzte Neveu sich weiter für die Neugründung einer grösseren Diözese Basel, den Erhalt des Namens und Pruntrut als dessen Residenzstadt ein. Durch die Abtrennung des Schweizer Teils vom Bistum Konstanz kamen der konstanzische und im gleichen Jahr auch der Lausanner Teil des Kantons Solothurn zum Bistum Basel ebenso wie der rechtsrheinische Teil des Kantons Basel, d. h. Kleinbasel, mit der neu gegründeten katholischen Pfarrei Basel. 1820 schloss sich der Kanton Luzern, der früher auch Konstanz unterstanden hatte, provisorisch dem Bistum Basel an.
1828 kam es aufgrund eines Konkordats zwischen Basel, Luzern, Solothurn und Zug mit Papst Leo XII. zur Neuerrichtung des Bistums Basel mit Bischofssitz in Solothurn.
An der Neugründung des Bistums waren aktiv die Kantone Solothurn, Bern, Zug und Luzern beteiligt. Die feierliche Verkündigung der Neuorganisation erfolgte am 13. Juli 1828 am neuen Bischofssitz in Solothurn. Das Kollegiatstift St. Urs und Viktor wurde dabei zum Kern des neuen Domkapitels, bestehend aus je drei Kapitularen aus den Kantonen Luzern, Bern und einem aus dem Kanton Zug.
Am 23. August 1828 starb der ehemalige Fürstbischof und neue Bischof des Bistums Basel Franz Xaver von Neveu in Offenburg. Als sein Nachfolger wurde 1828 der Generalprovikar für den Kanton Solothurn, Joseph Anton Salzmann, vom Domkapitel gewählt.
Der Kanton Aargau schloss sich im Dezember 1828, der Kanton Thurgau dann im April 1829 dem Konkordat an, im Oktober 1829 wurden ausserdem die katholischen Gemeinden im Birseck ins Bistumsgebiet eingegliedert. Im Juni 1864 trat auch der Kanton Bern, dessen Gebiete links der Aare bis dahin zum Bistum Lausanne gehört hatten, dem Konkordat bei. 
1874 wurde im Verlauf des Kulturkampfs in der Schweiz das von Bischof Eugène Lachat geleitete Bistum Basel behördlich aufgehoben. 1884 wurde im Einvernehmen mit dem Papst die Wiederherstellung des Bistums Basel beschlossen, das mit dem apostolischen Vikariat im Tessin verbunden sein sollte. Lachat leistete auf das Bistum Verzicht, und der Propst des Domkapitels von Solothurn, Friedrich Fiala, wurde zum Bischof ernannt. Sein bis 1906 amtierender Nachfolger Leonhard Haas konnte das Bistum nach den Wirren des Kulturkampfs wieder aufbauen.
Nach einem Vertrag zwischen der Schweizerischen Eidgenossenschaft und dem Vatikan im Jahr 1884 wurden die Tessiner Pfarreien von den Bistümern Como und Mailand getrennt und Eugène Lachat als einem Apostolischen Administrator unterstellt. Lachat erreichte das Tessin am 10. August 1885 und starb am 1. November 1886.
Die Diözese Lugano wurde 1888 gegründet, blieb formal als Apostolische Administratur dem Bistum Basel unterstellt. Auch vermied die Bulle Ad universam den Begriff „Diözese“ sorgsam, um das Verbot der Gründung neuer Bistümer in der Schweizerischen Bundesverfassung zu respektieren.
Am 8. März 1971 wurde die Apostolische Administratur des Kantons Tessin offiziell vom Bistum Basel losgelöst und dem Administrator Giuseppe Martinoli der Titel eines Bischofs von Lugano übertragen.
Der Kanton Schaffhausen sowie das restliche Territorium des alten Kantons Basel (ab 1833 Halbkantone Basel-Stadt und Basel-Landschaft) wurden erst im Mai 1978 offiziell ins Bistum eingegliedert, der 1979 gegründete Kanton Jura trat dem Konkordat schliesslich 1981 bei.
Seit den 1970er Jahren wird diskutiert, das Bistum Basel neu zu ordnen, da es mit grossem Abstand das grösste Schweizer Bistum und zudem in zwei Teile zerschnitten ist. Insbesondere eine mögliche Abspaltung des Gebiets der Kantone Thurgau und Schaffhausen, sowie auch Luzern, wurde immer wieder diskutiert. Bis dahin blieben sichtbare Konsequenzen aus dieser Diskussion jedoch aus.
Seit Ende der 1980er Jahre werden infolge des Priestermangels auch Diakone und Laien mit der Leitung von Pfarreien beauftragt.

## Struktur/Organisation

### Bistumsregionen
Das Bistum Basel ist in drei Bistumsregionen gegliedert:
- Bistumsregion St. Verena: umfasst die Kantone Bern, Jura und Solothurn; Sitz des Bischofsvikariats St. Verena in der Stadt Biel; Bischofsvikar: Georges Schwickerath
- Bistumsregion St. Urs: umfasst die Kantone Aargau, Basel-Landschaft und Basel-Stadt; Sitz des Bischofsvikariats St. Urs in der Stadt Liestal; Bischofsvikar: Dr. Valentine Koledoye
- Bistumsregion St. Viktor: umfasst die Kantone Luzern, Schaffhausen, Thurgau und Zug; Sitz des Bischofsvikariakts St. Viktor in der Stadt Luzern; Bischofsvikar: Hanspeter Wasmer

Die Pfarreien des Bistums sind in rund 100 Pastoralräumen zusammengefasst.

### Diözesankurie
Die Diözesankurie umfasst die Leitungs- und Verwaltungsorgane des Bistums:
- Generalvikariat
- Bischofsvikariate (St. Verena, St. Urs, St. Viktor sowie Bischofsvikariat für Orden und religiöse Gemeinschaften)
- Offizialat
- Abteilung Pastoral
- Abteilung Bildung
- Abteilung Personal

Moderator curiae ist der Generalvikar des Bistums, Dr. Markus Thürig.

### Domkapitel
Das Domkapitel unterstützt den Diözesanbischof in der Leitung des Bistums. Es besteht aus insgesamt 18 Domherren und setzt sich aus dem Residentialkapitel sowie den nicht residierenden Domherren zusammen.

### Räte und Kommissionen
Der Diözesanbischof und die Mitglieder der Diözesankurie werden von einer Vielzahl von Räten, Kommissionen und Arbeitsgruppen hinsichtlich der strategischen Entwicklung des Bistums beraten und informiert. Das Bistum Basel verfügt über folgende Räte:
- Bischofsrat
- Priesterrat
- Rat der Diakone, Theologinnen und Theologen
- Diözesaner Seelsorgerat

### Seminar St. Beat
Das Priesterseminar sowie Seminar für kirchliche Berufe des Bistums Basel ist das Seminar St. Beat in Luzern.

## Bedeutende Kirchen

### Basilicae minores
Im Bistum Basel tragen die folgenden Kirchen den Titel einer Basilica minor:
- Dreifaltigskeitskirche (Bern)
- St. Ulrich und St. Afra (Kreuzlingen)
- Klosterkirche Mariastein (Metzerlen-Mariastein)

→ Siehe auch Liste der Basiliken in den deutschsprachigen Ländern

### Weitere bedeutende Kirchen (Auswahl)
Im Bistum Basel stehen zahlreiche weitere römisch-katholische Kirchen, die aufgrund ihrer Geschichte, Grösse oder Architektur von besonderer Bedeutung sind. Dazu zählen etwa:
- Pfarrkirche St. Stefan, Amriswil (eine der ersten modernen Kirchenbauten des Kantons Thurgau, Kulturgut von regionaler Bedeutung)
- Dom St. Maria Immaculata (Arlesheimer Dom), Arlesheim (früher Sitz des Domkapitels des Bistums Basel, Kulturgut von nationaler Bedeutung)
- Stadtpfarrkirche Maria Himmelfahrt, Baden (Veranstaltungsort der Badener Disputation von 1526, Kulturgut von nationaler Bedeutung)
- Pfarrkirche St. Anton, Basel (erste Kirche der Schweiz aus Sichtbeton, Kulturgut von nationaler Bedeutung)
- Pfarrkirche St. Marien, Basel (erster katholischer Kirchenbau in der Stadt Basel seit der Reformation)
- Stiftskirche St. Michael, Beromünster (Ordenskirche der Schweizerischen Statthalterei des Ritterordens vom Heiligen Grab zu Jerusalem, Kulturgut von nationaler Bedeutung)
- Stadtkirche St. Nikolaus, Bremgarten AG (Kulturgut von nationaler Bedeutung)
- Pfarrkirche St. Maria Immaculata, Biel (erster katholischer Kirchenbau in der Stadt Biel seit der Reformation, Kulturgut von nationaler Bedeutung)
- Pfarrkirche St. Jakob, Cham (Kulturgut von nationaler Bedeutung)
- Pfarrkirche St. Jakob, Escholzmatt (grösste Kirche im Entlebuch, gilt als eines der wichtigsten Beispiele einer neugotischen Hallenkirche in der Schweiz)
- Klosterkirche, Fischingen (Benediktinerkloster, Kulturgut von nationaler Bedeutung)
- Stadtkirche St. Nikolaus, Frauenfeld (Kulturgut von nationaler Bedeutung)
- Stadtkirche St. Eusebius, Grenchen (klassizistischer Kirchenbau nach Plänen von Niklaus Purtschert, Kulturgut von regionaler Bedeutung)
- Pfarrkirche St. Pankratius, Hitzkirch (ehemalige Deutschordenskirche)
- Stifts- und Pfarrkirche St. Leodegar im Hof (Hofkirche), Luzern (Kulturgut von nationaler Bedeutung, gehört zu den bedeutendsten Kirchen der Spätrenaissance nördlich der Alpen)
- Jesuitenkirche St. Franz Xaver, Luzern (Kulturgut von nationaler Bedeutung, erster grosser barocker Kirchenbau in der Schweiz)
- Pfarrkirche St. Paulus, Luzern (Kulturgut von nationaler Bedeutung, stilistische Verschmelzung von Neugotik und Jugendstil)
- Pfarrkirche St. Martin, Malters (gehört zu den grossen klassizistischen Kirchenbauten der Zentralschweiz, höchster Kirchturm des Kantons Luzern)
- Pfarrkirche St. Pius X., Meggen (Kulturgut von nationaler Bedeutung, Stahlbaukonstruktion mit lichtdurchlässigen Marmorplatten)
- Klosterkirche St. Martin, Muri AG (ehemalige Benediktinerabtei, Hauskloster der Dynastie Habsburg, Kulturgut von nationaler Bedeutung)
- Pfarrkirche St. Martin, Olten (Kulturgut von nationaler Bedeutung)
- Klosterkirche St. Urban, Pfaffnau (ehemalige Zisterzienserabtei, Kulturgut von nationaler Bedeutung)
- Pfarrkirche St. Peter, Pruntrut (Kulturgut von nationaler Bedeutung)
- Pfarrkirche St. Mauritius, Ruswil (gehört zu den monumentalsten spätbarocken Dorfkirchen der Schweiz, Kulturgut von nationaler Bedeutung)
- Stiftskirche, Saint-Ursanne (Kulturgut von nationaler Bedeutung)
- Pfarrkirche St. Maria, Schaffhausen (erster katholischer Kirchenbau in der Stadt Schaffhausen seit der Reformation, Kulturgut von nationaler Bedeutung)
- Jesuitenkirche Mariä Himmelfahrt, Solothurn (Kulturgut von nationaler Bedeutung)
- Pfarrkirche Christ-König, Tavannes (Kulturgut von nationaler Bedeutung)
- Pfarrkirche St. Peter und Paul, Willisau (gehört zu den bedeutendsten klassizistisch-spätbarocken Hallenkirchen der Schweiz, Kulturgut von nationaler Bedeutung)
- Pfarrkirche St. Leonhard, Wohlen AG (frühklassizistische Saalkirche, Kulturgut von nationaler Bedeutung)
- Pfarrkirche Heilige Familie, Unterägeri (imposante neugotische Kirche, Kulturgut von regionaler Bedeutung)
- Klosterkirche, Wettingen (ehemaliges und besterhaltenes Zisterzienserkloster der Schweiz, Kulturgut von nationaler Bedeutung)
- Klosterkirche Königsfelden, Windisch (gehört zu den Hauptwerken der Bettelordensarchitektur in der Schweiz, Kulturgut von nationaler Bedeutung)
- Pfarrkirche St. Michael, Zug (grösstes Kirchengebäude der Stadt Zug, Kulturgut von regionaler Bedeutung)
- Verenamünster (Stiftskirche St. Verena), Bad Zurzach (Kulturgut von nationaler Bedeutung)

## Bischofswahl
Eine Besonderheit des Bistums Basel ist die Bischofswahl: Wie in der 1803 untergegangenen adligen Institution des Hochstifts hat das Domkapitel auch heute das Bischofswahlrecht. Der Bischof wird vom lokalen Klerus gewählt (nicht vorgeschlagen) und kann vom Papst nur bestätigt werden. Dies ist weltweit nahezu einzigartig und nur noch im Bistum St. Gallen zu finden.

## Diözesankalender
Im Bistum Basel wird der Regionalkalender für das deutsche Sprachgebiet um die folgenden Eigenfeiern ergänzt (dahinter jeweils der Rang und die liturgische Farbe).
Abkürzungen: H = Hochfest, F = Fest, G = Gebotener Gedenktag, g = Nichtgebotener Gedenktag, GK = Generalkalender, RK = Regionalkalender
- 24. Januar: Sel. Eberhard VI. von Nellenburg (Stifter des Klosters Allerheiligen in Schaffhausen (1078/79)) – g – weiss – (GK: 25. März)
- 21. Februar: Hll. Germanus und Randoald (Mönche und Märtyrer in Moutier-Grandval (um 675)) – g – rot
- 19. April: Hl. Leo IX. (Papst (1054)) – G (RK: g) – weiss
- 9. Mai: Hl. Beatus (Glaubensbote im Berner Oberland (7. Jh.)) – g – weiss
- 18. Mai: Hl. Burkard von Beinwil (Pfarrer in Beinwil (Freiamt) (1192)) – g – weiss
- 19. Mai: Hl.  Maria Bernarda Bütler  – g
- 16. Juni: Sel. Maria Theresia Scherer – g
- 13. Juli: Hl. Heinrich II. (Kaiser des Heiligen Römischen Reiches, zweiter Patron des Bistums Basel (1024)) – G (RK: g) – weiss
- 22. Juli: Jahrestag der Weihe der Kirchen der Kantone Thurgau und Schaffhausen, die ihren Weihetag nicht kennen – H – weiss
- 24. Juli: Hl. Ursicinus (Einsiedler im Gebiet von Saint-Ursanne (vor 650)) – g – weiss – (GK: 20. Dezember)
- 5. August: Hl. Oswald (König von Northumbria, Märtyrer, Patron des Kantons Zug (642)) – g – rot
- 16. August: Hl. Theodor (Bischof von Octodurus-Martinach, Patron des Bistums Sitten (um 390)) – g – weiss
- 1. September: Hl. Verena (Jungfrau in Zurzach (4. Jh.)) – G – weiss
- 2. September: Sel. Apollinaris Morel (Ordenspriester, Märtyrer (1792)) – g – rot
- 25. September: Hl. Nikolaus von Flüe (Einsiedler, Friedensstifter, Landespatron (1487)) – H (RK: g) – weiss
- 26. September: Jahrestag der Weihe der Kathedrale von Solothurn – in der Kathedrale: H, im übrigen Bistum: F – weiss
- 30. September: Hll. Urs und Viktor (Märtyrer, Patrone des Bistums Basel (um 300)) – H – rot. Der Gedenktag des hl. Hieronymus ((GK: G) ist im Bistum Basel ein nichtgebotener Gedenktag.
- 2. Oktober: Hl. Leodegar (Bischof von Autun, Patron des Kantons Luzern (um 676)) – g – rot
- 2. Sonntag im Oktober: Jahrestag der Weihe der Kirchen der Kantone Luzern und Zug, die ihren Weihetag nicht kennen – H – weiss
- 15. Oktober: Jahrestag der Weihe der Kirchen des Kantons Aargau, die ihren Weihetag nicht kennen – H – weiss
- 16. Oktober: Hl. Gallus (Mönch, Einsiedler, Glaubensbote am Bodensee, Patron des Bistums Sankt Gallen (um 645)) – g (RK: g) – weiss
- 3. November: Hl. Idda von Toggenburg (Reklusin (13. Jh.)) – g – weiss
- 12. November: Jahrestag der Weihe der Kirchen der Kantone Basel, Bern und Solothurn, die ihren Weihetag nicht kennen – H – weiss
- 13. November: Hl. Himerius (Einsiedler bei Saint-Imier (7. Jh.)) – g – weiss
- 16. November: Hl. Otmar (Gründerabt von Sankt Gallen (759)) – g – weiss
- 2. Dezember: Hl. Luzius (Bischof von Chur, Märtyrer, Patron des Bistums Chur (2./3. Jh.)) – g (RK: g) – rot